# کله‌جوب‌درتنگ
کله‌جوب‌درتنگ (به کُردی:کوله‌جو ناوته‌نگ)، روستایی از توابع بخش دینور شهرستان صحنه در استان کرمانشاه ایران است.

## جمعیت
این روستا در دهستان دینور قرار دارد و براساس سرشماری مرکز آمار ایران در سال ۱۳۸۵، جمعیت آن ۱۴۲ نفر (۳۸خانوار) بوده‌است.